# Jiří Balcárek
Jiří Balcárek (* 29. April 1973 in Zábřeh) ist ein ehemaliger tschechischer Fußballspieler und jetziger Fußballtrainer.

## Spielerkarriere
Balcárek begann mit dem Fußballspielen bei Sokol Leština. Von 1986 bis 1988 war er an TJ Zábřeh ausgeliehen. Anschließend wechselte der Offensivspieler zu Sigma Olomouc. Anfang 1991 wurde er in den Profikader aufgenommen und debütierte noch in der gleichen Saison in der ersten tschechoslowakischen Liga. Im Januar 1992 ging er für anderthalb Jahre zu Union Cheb, um dort seinen Wehrdienst abzuleisten, im April 1993 kehrte er nach Olomouc zurück. Im Frühjahr 1995 war er an den damaligen Zweitligisten LeRK Brno ausgeliehen.
Nach weiteren 95 Erstligaspielen für Sigma, in denen Balcárek 16 Tore schoss, wechselte er im Sommer 1999, zunächst auf Leihbasis, zum 1. FC Union Berlin in die Regionalliga. Mit Union stieg der Mittelfeldspieler 2001 in die 2. Bundesliga auf und erreichte im selben Jahr das Finale des DFB-Pokals. Aufgrund von Verletzungsproblemen beendete Balcárek nach der Saison 2003/04 seine Laufbahn.

## Trainerkarriere
Balcáreks erste Trainerstation war in der Saison 2005/06 der SK Lipová in der vierten tschechischen Liga. Im Jahr darauf war er Co-Trainer bei der B-Mannschaft von Sigma Olomouc. Seit Juli 2007 ist er Cheftrainer des B-Teams.